# Mesocyclops medialis
Mesocyclops medialis – gatunek widłonoga z rodziny Cyclopidae. Nazwa naukowa tego gatunku skorupiaków została opublikowana w 2001 roku przez francuską zoolog Danielle Defaye.